# Norden
Pour les articles homonymes, voir Norden (homonymie).
Norden est une ville allemande de Frise orientale dans le nord-ouest du land de Basse-Saxe. La ville se situe directement sur la mer du Nord. Son port situé dans le quartier de Norddeich est un important port de ferry dans le trafic avec les îles de la Frise orientale. Les habitants de Norden sont les Norder.
Norden passe pour être la plus ancienne ville de Frise orientale. En 2005, la ville fêtait les 750 ans de la première évocation du lieu. C'est la principale ville de la région historique du Norderland. En plus d'être une station balnéaire renommée (déjà à l'époque impériale elle portait le surnom de Das Grüne Tor zum Meer, la porte verte de la mer), la ville possède de nombreux monuments : de nombreuses églises, des anciennes maisons bourgeoises et des musées.

## Géographie

### Le site
La ville de Norden, finistère nord-ouest de l'arrière-pays allemand, s'étend sur 104,39 km2. Sa périphérie est enceinte d'une digue à la mer longue de 27,3 km. Son extension maximum, selon un axe nord-sud, est de 21 km, et selon un axe est-ouest d'environ 13 km. Le point culminant de Norden s'élève à 9,70 m au-dessus du niveau de la mer.
Au large, on trouve (d'est en ouest) les îles frisonnes de Norderney, Juist et Memmert, séparées du continent par la Mer des Wadden, qui est classée parc naturel (Parc National saxon de la Mer des Wadden) et même, depuis janvier 2009, classée au patrimoine mondial de l'UNESCO (au même titre qu'une partie des côtes danoises et néerlandaises, qui en sont le prolongement). Le golfe de Ley s'ouvre au sud-est de l'agglomération.
Côté terre, les communes voisines sont (dans le sens des aiguilles d'une montre, de l'est au sud-ouest) Hagermarsch, Lütetsburg et Halbemond (toutes faubourgs de Hage), Leezdorf et Osteel (intercommunalité du Brookmerland) ainsi que Krummhörn. La frontière avec Leezdorf a ceci de particulier qu'elle se trouve enclavée à l'intérieur d'une route : Norden et Leezdorf se touchent en effet le long du Schwarzer Weg, mais les accotements nord et sud de la chaussée dépendent pourtant des communes de Halbemond et d’Osteel!
Norden est, derrière son chef-lieu, la deuxième plus grande ville de l'arrondissement d'Aurich. L'accès à la ville est contraint par la situation naturelle, car l'agglomération est encerclée au Nord, à l'ouest et au sud-ouest par la Mer des Wadden ; mais elle est le point d'embarquement privilégié vers les îles frisonnes de Juist (1 153 habitants, 105 000 touristes et 961 000 nuitées en 2008) et Norderney (5 820 habitants, 459 000 touristes (2011) et plus de 3,2 Millions de nuitées, au titre de l'exercice 2011). Les commerces de Norden sont en concurrence avec ceux d'Aurich et d'Emden.

### Géologie
Le cœur de Norden occupe une île de sable, au large des avancées nord-ouest du Geest de Frise Orientale. Et si les quartiers sud-est du centre-ville occupent eux aussi une partie du Geest, la plus grande partie de la commune se trouve dans les marécages. Plus de la moitié de la ville a été gagnée sur la mer et endiguée depuis 1430. Le polder du golfe de Ley, le plus récent, n'a été endigué qu'entre 1947 et 1950 par la construction de la digue de Störtebeker. Depuis l'endiguement d'une partie du golfe de Ley et les travaux, plus modestes, entrepris sur le polder de la Harle, le littoral saxon de la Mer du Nord n'a plus connu de travaux d'assèchement d'envergure, ce qui fait de ces terrains les derniers polders rendus habitables en Basse-Saxe. Le quartier de Neuwesteel n'a été lui aussi gagné sur la mer qu'au XXe siècle.
Comme une grande partie du centre-ville se trouve fréquemment sous le niveau de la mer, il faut régulièrement assécher les terrains. La fosse de Norden, ancien chenal d'amenée du port de Norden, joue un rôle essentiel à cet égard. La station de relèvement déverse le trop plein, via le polder du golfe de Ley et le polder de Ley, dans la Mer du Nord au niveau du terminal à conteneurs de Jade-Weser.

### Économie
L'économie de la région de Norden dépend avant tout du tourisme. Une autre activité importante est la pêche; la ville possède environ 26 kilomètres de digues. De plus, des comptoirs de thé sont implantés dans le quartier du thé de Norden.
La société Deutsche Telekom est présente avec sa station de câbles téléphoniques sous-marins; parmi les câbles sous-marins partant de Norden on peut citer le TAT-14 vers le New Jersey aux États-Unis et le SEA-ME-WE 3 qui relie l'Allemagne avec l'Asie et l'Australie via la Mer du Nord, l'Atlantique, la Méditerranée et l'Océan Indien.

## Histoire

### De l'Antiquité au Moyen Âge
Les premières traces de présence humaine sur le site de Norden sont des vestiges archéologiques du mésolithique. La région, habitée par les Chauques et les Saxons, fut occupée par les insulaires Frisons à partir du VIe siècle.
Le littoral se couvrit peu à peu de marchés, dont celui de Norden. Ce marché n'avait rien de central : il était seulement commun aux fermes d'Ekel, de Lintel et de Westgaste, lesquelles, en s'étendant, en vinrent à former un bourg. La formation de Norden est obscure : on sait simplement par les chroniques de Nithard que le comptoir Nordhunnwig (c'est-à-dire Norwich), pillé et détruit par les Vikings en 842 en même temps qu’Hamwic (Southampton), a été pris par les pirates scandinaves pour celui de Norden. En 884, les Vikings sont défaits par les Frisons à la bataille de Norditi (dont la plus ancienne mention (787) prend la  forme Nordedi) ; vers 860, une « forêt de Norden » (Nordwidu) est mentionnée. Cette toponymie renvoie probablement au vieux-saxon norð, calque du vieux-frison north ('Norden').
Les premiers témoins de la formation de la ville sont les vestiges d'une ferme médiévale à Ekel, liée à l'exploitation du Geest des marais voisins. Il semble qu'au haut Moyen Âge, outre l'agriculture, l'exploitation du fer a joué un rôle important dans l'activité économique de Norden ; mais on a très peu d'indications dans les sources anciennes sur la région.
On accédait au marché par une chaussée sur digue traversant le geest jusqu'à Esens, terminus de la Voie frisonne d'Oldenbourg. Par sa situation favorable, à la pointe nord-ouest du geest frison, Norden fut pendant des siècles un port d'approvisionnement très actif. Les principales marchandises étaient alors le bétail, la pierre de craie et le sel-gemme.
Norden devint ensuite sans doute un port de ce fief ecclésiastique appelé Federgau ; mais avec l'ouverture, à la suite de tempêtes catastrophiques au IXe siècle, du Golfe de Ley, l'Eglise de Norden perdit peu à peu son emprise sur le Federgau. C'est ainsi que jusqu'en 1150 , le village devint l'une des principales localités du fief que les clercs francs appelaient Nordendi, et qui recouvrait le Harlingerland et s'étendait jusqu'à Aurich. Puis au XIe et XIIe siècle, l'autorité des comtes francs le céda à celles de chefs frisons ; le fief de Nordendi se disloqua en chefferies, et Norden s'imposa comme le chef-lieu du littoral connexe à la mer des Wadden, désigné comme le Norderland : en témoigne la présence, dès cette époque, de deux églises, d'un fort et de deux monastères ; quant à la place économique et politique exacte de Norden en Frise, elle est controversée.

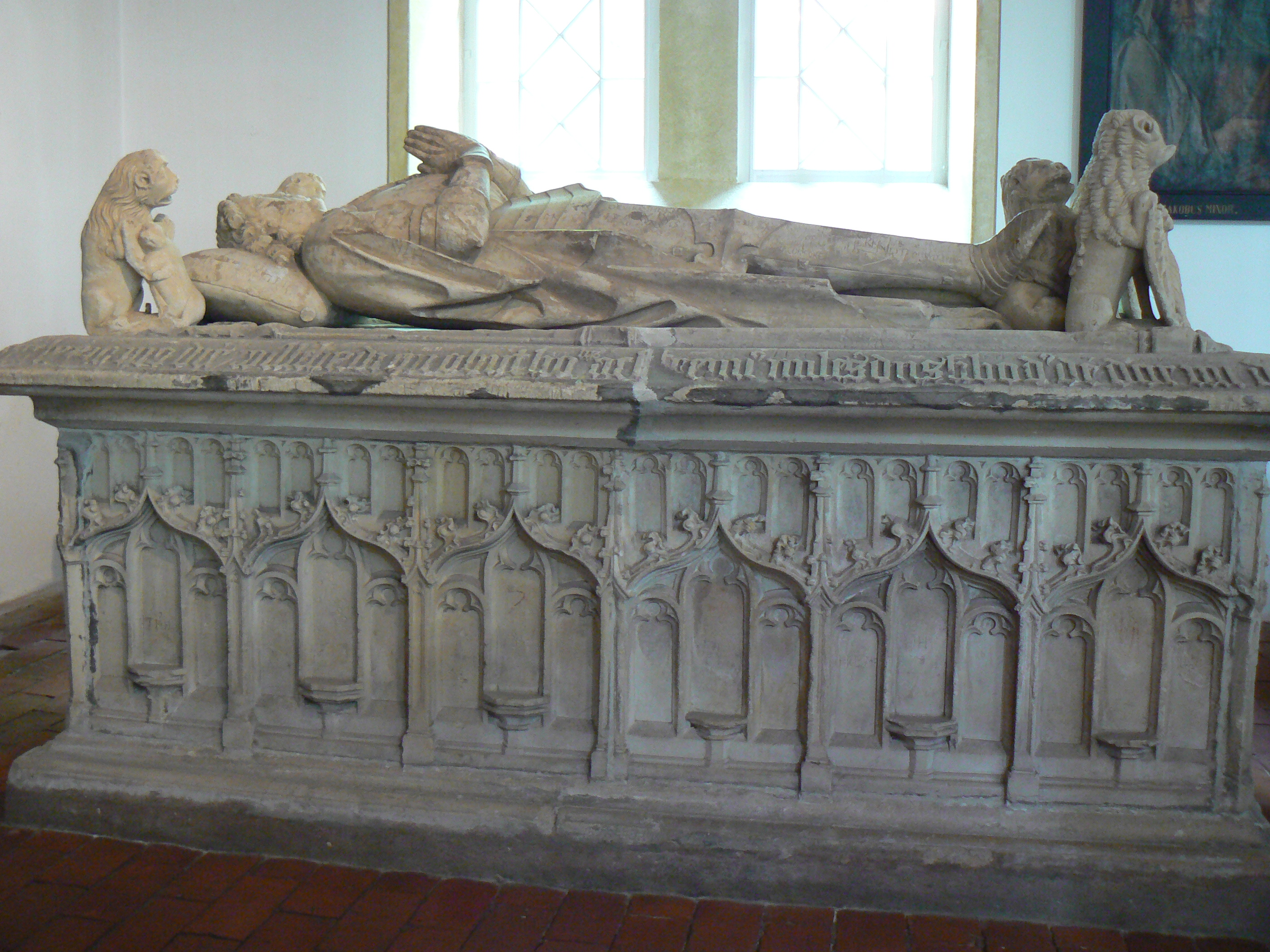
Sarcophage de Sibet Attena.

Au XIIe siècle, l'Abbaye de Marienthal établit un couvent dans le faubourg de Zingel, future nécropole des princes de Cirksena; les Dominicains y firent venir en 1264 des moniales. Les premières dynasties de barons frisons commencent à établir des maisons fortes : ainsi l'Ennenburg du seigneur de Dornum, Sibet Attena (1425-1473), le long du port, ou l'Idzingaburg des barons d'Idzinga, dont les armoiries ont été adoptées par la ville de Norden par la suite. C'étaient des édifices en brique, dont l'architecture a été conservée dans la maison-forte de Bunderhee. L'église de la ville était consacrée à Saint-André, et s'opposait à l'église Saint-Ludger, destinée aux paysans de la campagne environnante.
Ce n'est qu'en 1255 que Norden est mentionnée dans un diplôme qui a souvent été pris pour une charte. Cette méprise explique pourquoi, jusqu'à une date récente, Norden a pu être proclamée « plus vieille ville frisonne » ; car Emden a bien, elle, obtenu une charte, et même 31 ans auparavant (1224).
Du temps où la Frise orientale était mise en coupe réglée par des potentats locaux, c'est-à-dire de 1350 à 1464, Norden et sa région passèrent de main en main jusqu'à tomber sous l'autorité des barons tom Brok, seigneurs du Brookmerland, élevés en 1464 comtes de Norden, d’Emden et d’Emsgonie de la maison Cirksena. Norden y perdit en importance, car les centres administratifs et commerciaux de la Frise étaient Aurich (palais des princes tom Brok, puis des Cirksena) et Emden (palais des Cirksena, jusqu'à sa destruction en 1595), ce qui peut expliquer pourquoi Norden n'a jamais été fortifiée. Norden était essentiellement un comptoir maritime, d'ailleurs favorisé par l'agrandissement du Golfe de Ley  au cours du XIVe siècle, qui donnait un accès direct aux vaisseaux hauturiers. Son port devint florissant, jusqu'à concurrencer celui d'Emden, et conserva une grande importance pour la région jusq'au XIXe siècle. Norden battait son propre pavillon, en mer du Nord comme à travers la Baltique.

### Sous le règne des comtes de Cirksena

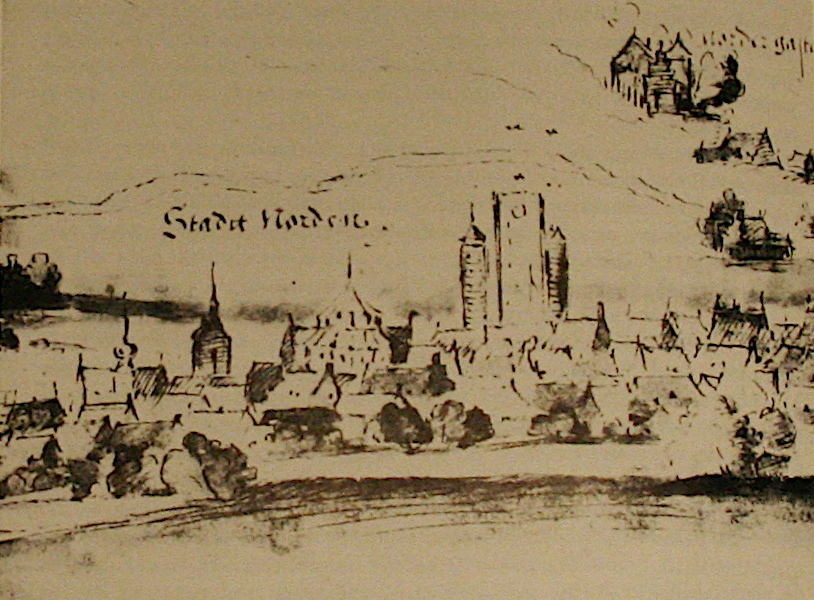
Norden vers 1590 (détail d'une carte d'époque).

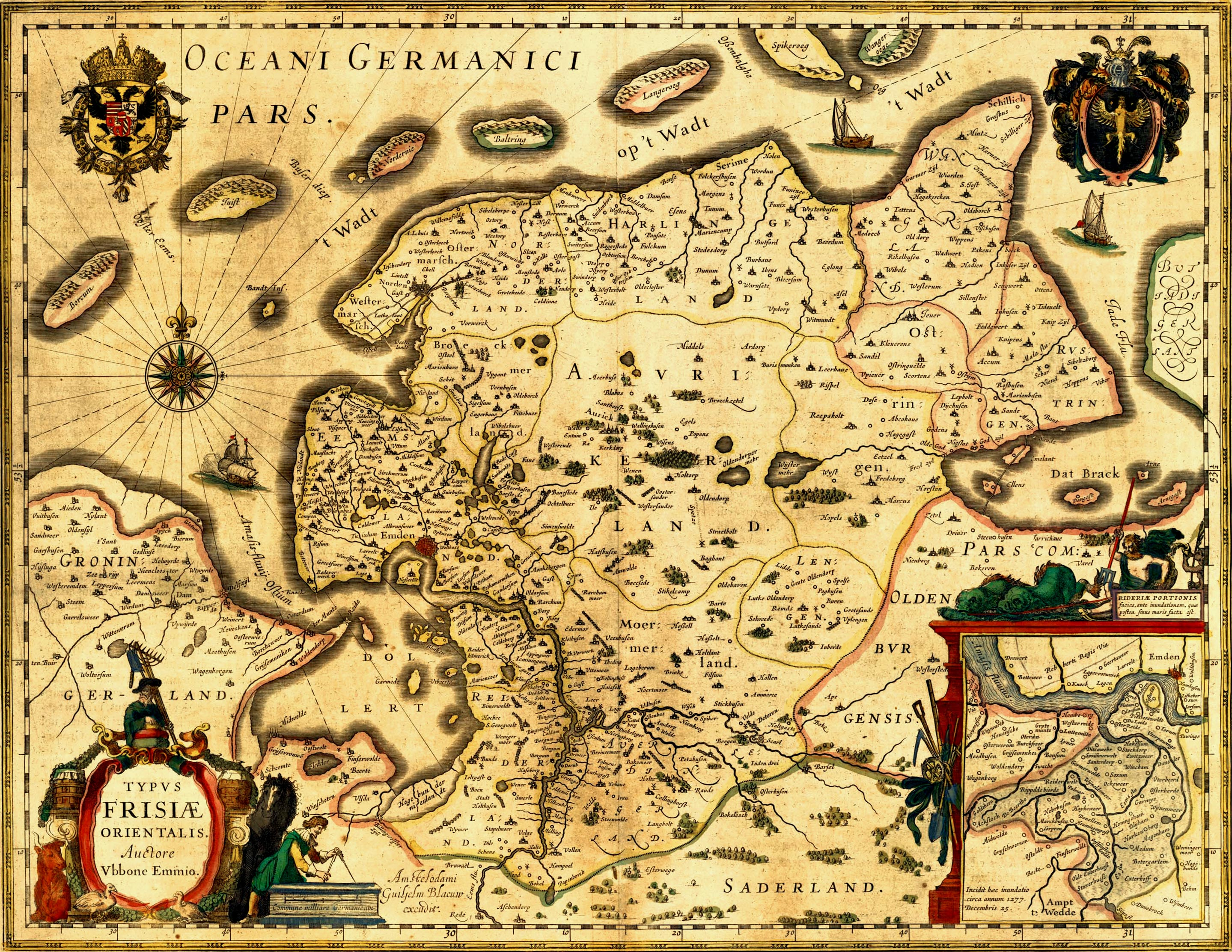
La Frise Orientale vers 1600.

En 1531, les mercenaires du baron Balthasar d'Esens mirent à sac la ville, dépourvue de remparts, détruisant l'hôtel de ville, les couvents et l'église Saint-André. Les tentatives de reconstruction de l'église ont tourné court, si bien qu'au milieu du XVIIIe siècle, il n'en restait qu'un amoncellement de briques. Ces ultimes vestiges de l'église Saint-André furent déblayés en 1756. On ignore si Norden a jamais bénéficié d'une charte : ce n'est qu'à la reconstruction de Norden que le prince Ennon II lui octroya une forme de charte, l’Instituta Nordana (1535), même si le comte Edzard Ier désignait déjà Norden (en 1491 et 1498) comme une « ville ».
Des juifs s'établissent à Norden au XVIe siècle : le cimetière juif de Norden est le plus ancien de Frise-Orientale.
La Réforme plaça Norden sur le front séparant calvinistes et luthériens. Les comtes de Frises étaient favorables à la Réforme : les fils d'Edzard le Grand, Ennon II et Jean Ier, co-régnaient de 1528 à 1540, mais Ennon tenait pour les luthériens, et son frère Jean pour les catholiques. La règle, à peine postérieure, du Cujus regio, ejus religio, fut à peine reconnue par les villes de Frise-Orientale. À Norden, luthériens et calvinistes multipliaient les attaques contre le clergé. Les luthériens finirent par s'imposer, et la formation de la congrégation protestante Lütetsburg-Norden sembla d'abord apaiser les tensions : les barons zu Inn- und Knyphausen de Lütetsburg, quoique calvinistes, permirent l'organisation des offices ; mais en 1580, un nouveau conflit éclata avec l'intention des calvinistes, d'établir un temple à Bargebur, c'est-à-dire juste en face des portes de la ville. Des bourgeois furieux s'attaquèrent au chantier, et ce n'est que sous la protection de l'armée que l'église de Bargeburg put être achevée, en 1584.
Un sujet particulièrement contentieux était la politique fiscale des comtes. La colère des bourgeois s'exacerba jusqu'à refuser de verser l'impôt, entraînant une répression par le comte Ennon III en 1602. Ennon concéda alors quelques privilèges aux guildes, mais n'en donna publication qu'après le versement de l'impôt. La peste avait décimé la ville, une première fois en 1597-98, puis de nouveau en 1611. Au cours de la guerre de Trente ans, cette ville dépourvue de fortifications fut occupée successivement par le comte de Mansfeld (de 1622 à 1624), les Impériaux (de 1627 à 1631) et finalement les hessois (de 1637 à 1650).
Au XVIIIe siècle, la flotte de Norden devenait considérable en Mer du Nord, lorsque les crues de la Noël 1717 l'affectèrent durement. Il fallut évacuer Itzendorf, événement commoré depuis par une plaque (Itzendorfplate) à quelque distance du littoral, dans le faubourg de Westermarsch.

### Protectorat prussien et rattachement au Hanovre
En 1744, la Frise Orientale et Norden passèrent sous statut de protectorat du royaume de Prusse. L'État prussien exigea un défrichement systématique de la région, passant non seulement par l'assèchement des tourbières, mais aussi par l'endiguement des plaines maritimes. Sur le seul territoire de l'actuelle Norden, trois polders ont été aménagés : celui de Leysand (1769), celui de Hagen (1770) et enfin le polder de Schulenburg (en 1781). Tous s'étendent au sud du centre ville et ont été gagnés sur le golfe de Ley. L'activité économique se diversifie : en 1769, Steinbömer et Lubinus fondent une manufacture de tabac. En 1794, un groupement de rentiers et d'artisans de Norden se lancent dans l'extraction de tourbe : ils afferment 1 500 ha de terrain situés entre le port nord et leur village ouvrier pour exploiter une tourbière, Berumerfehn ; l'excavation donnera naissance à un canal navigable de plus, long de près de 14 km. L'extraction, amorcée en 1797, se faisait par des radeaux qui pouvaient acheminer la tourbe jusqu'au port. C'est ainsi que la ville gagna son indépendance en combustible de chauffage, acheté jusque-là à Groningue et au Saterland.
Lors de l'occupation napoléonienne, Norden fut d'abord rattachée au royaume de Hollande (1806-1810) puis au département de l'Ems-Oriental. Le Congrès de Vienne (1815) la rattacha au royaume de Hanovre.
Dans les années 1840, la Frise Orientale fut dotée de plusieurs turcies pavées, à l'initiative des villes de la région : ainsi la chaussée reliant Norden à Emden (1844), dont l'antenne de Georgsheil menait vers Aurich. Entre 1844 et 1846 le polder Ernest-Auguste (en hommage au monarque), au sud de la ville, a été endigué. Puis on amménagea la chaussée de Hage (1856), prolongée neuf ans plus tard jusqu'à Arle (et dont le tracé a été repris par l'actuelle route régionale 6).
La révolution de 1848 marqua un nouveau tournant. Pour reprendre les mots de l'historien local Ufke Cremer : « La conscience politique s'éveilla. » Une société républicaine avec sa garde républicaine, à l'influence éphémère, vit le jour pour l'occasion. Mais la grande nouveauté venait surtout de l'apparition d'une presse d'opinion, avec le Norder Stadtblatt, et quelques autres feuilles, bientôt condamnées faute de crédits. La fondation du quotidien local actuel, l’Ostfriesischer Kurier, ne remonte qu'à 1867.
Après la conquête du Hanovre au terme de la guerre austro-prussienne (1866), Norden redevint prussienne. La poldérisation avait alors beaucoup enclavé la ville, devenue peu accessible aux chalands : ce fut la raison du creusement d'un canal urbain, le Norder Tief. La ville avait perdu son importance commerciale, mais la révolution industrielle relança son économie sur un autre plan : développement de la sidérurgie avec les forges Norder Eisenhütte, raffinage du sucre, du cacao et du tabac, lyophilisation de chicorée, vinaigrerie et fabrication de savon remplacèrent le marché au bestiaux, les entrepôts de bois et de céréales. L'une des manufactures les plus importantes était la distillerie de schnaps Doornkaat, fondée en 1806 par un mennonite de Groningue, Jan ten Doornkaat-Koolman.

### Norden dans l'Empire allemand

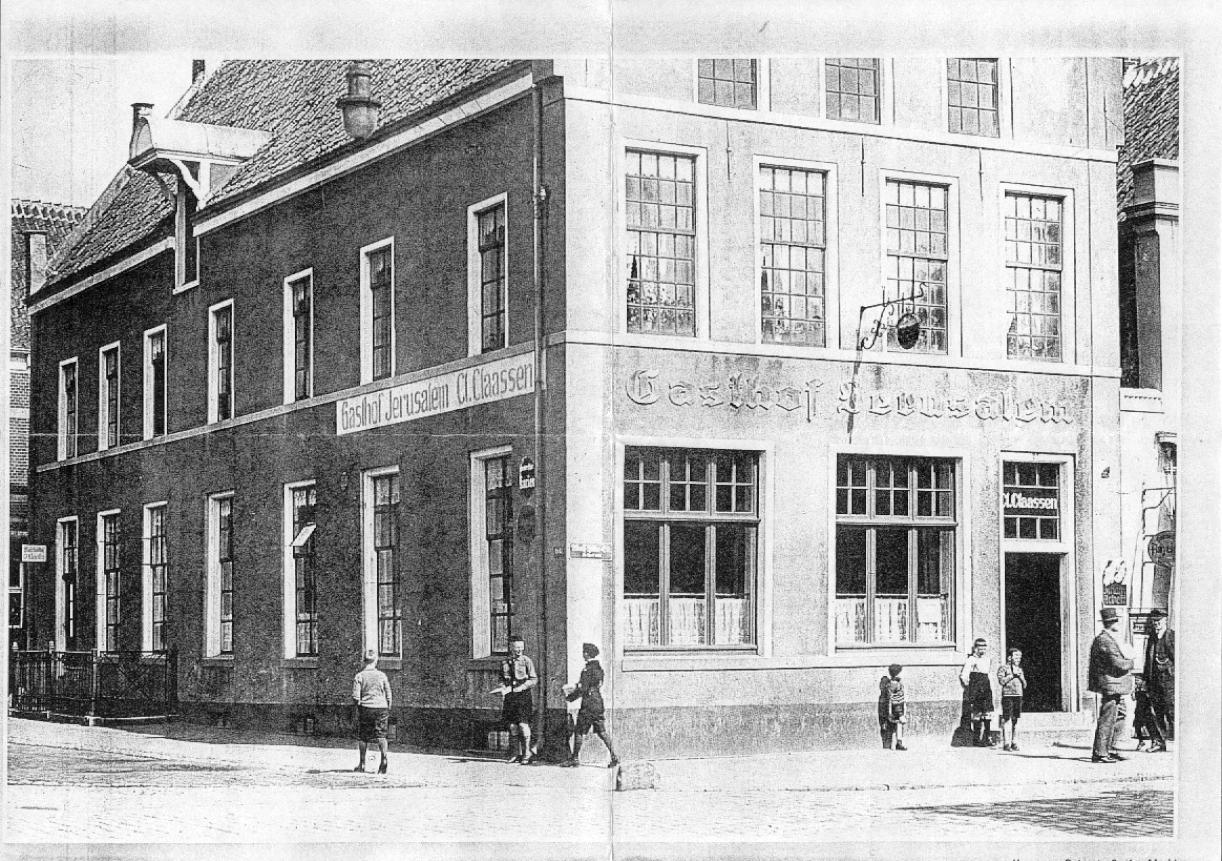
L'auberge Jerusalem sur l'Osterstrasse (vers 1920).

La connexion au réseau ferroviaire prussien (1883) a ouvert encore de nouveaux débouchés ; la ligne de Norden, prolongée en 1892 jusqu'à l'embarcadère de Norddeich, dit môle de Norddeich, provoqua un afflux de touristes grâce à l'engouement pour les Îles frisonnes et Norderney. Le môle de Norddeich, aménagé en 1889, reçut un émetteur, celui de Norddeich Radio. Il allait jouer un rôle stratégique essentiel pour la Kaiserliche Marine, et bénéficia d'une couverture d'artillerie particulière.
D'un autre côté, la réforme administrative de 1885 regroupa les services publics en arrondissements régionaux. Norden acquit par là le chef-lieu d'arrondissement regroupant Norden et Bjerrum.
La ville fut raccordée au réseau électrique allemand en 1914. Tout au long de la guerre, on affecta les prisonniers de guerre aux tourbières et fermes de la région.
L'idéologie socialiste fit d'abord peu d'adeptes dans la région. Malgré une tentative d'implanter une cellule dès 1875, la première antenne de l'Internationale socialiste ne voit le jour qu'en 1902. Les ouvriers et paysans ne font front commun que lors d'une grève en 1906. Après la répression, les actionnaires des forges feront imprimer dans la presse locale le nom des grévistes.
La ville de Norden fut brièvement administrée par un conseil d'ouvriers et de soldats, mais le poids des idées conservatrices dans la région était peu favorable à leur succès. Des rebelles armés, venus du hangar à dirigeables de Hage, étaient arrivés en ville le 7 novembre 1919, arborant le drapeau rouge. La passation de pouvoir se fit sans violence : le négociant en thés Onno Behrends parvint à réunir patrons et représentants des conseils ouvriers pour une conciliation qui déboucha favorablement. Les conseils ouvriers se dispersèrent fin 1919.
| Appartenances historiques Comté de Frise-Orientale 1464-1654 Principauté de Frise-Orientale 1654-1744 Royaume de Prusse 1744-1806 Royaume de Hollande 1806-1811 Empire français (Ems-Oriental) 1811-1814 Royaume de Hanovre 1814-1866 Royaume de Prusse (province de Hanovre) 1866-1918 République de Weimar 1918-1933 Reich allemand 1933-1945 Allemagne occupée 1945-1949 Allemagne 1949-présent |

### De la république de Weimar au Troisième Reich
En 1919, les faubourgs de la Sandbauerschaft, qui encerclaient pratiquement Norden, ont été intégrés à la ville, augmentant la population d'un tiers (10200 habitants). Dix ans plus tard, l'endiguement du polder de la Ley, lié à l'assèchement du polder du golfe, restreignit considérablement l'accès au centre-ville, donnant au port de Norddeich une importance vitale. On conserva néanmoins l'ancienne douane, l'entrepôt et la capitainerie comme monuments historiques.
Les nazis, déjà représentés depuis 1923 au conseil municipal, obtinrent la majorité aux élections du 12 mars 1933. Dans les jours qui suivirent, ils firent arrêter plusieurs militants communistes et sociaux-démocrates. Déjà au mois de février, 27 opposants politiques réunis au café Zur Börse avaient été molestés  par des nazis. Le 28 mars, les SA fermèrent d'autorité plusieurs magasins juifs et appelèrent au boycott de ces commerces. Au mois de juillet 1935, peu avant l'entrée en vigueur des Lois de Nuremberg, les juifs en ménage avec des femmes aryennes de Norden furent expulsés et forcés de défiler à travers les boulevards avec au cou un écriteau indiquant Ich bin ein Rasseschänder.
L'année 1938 fut marquée par un regain de fièvre antisémite à travers la presse locale. Les synagogues multiséculaires de Norden furent détruites dans la nuit du 9 au 10 novembre : il n'en subsiste que l'école confessionnelle et la maison des rabbins. Si la synagogue de l'île de Norderney fut ménagée, c'est qu'elle venait d'être rachetée par un ferrailleur, qui voulait y aménager un entrepôt. Après la Nuit de Cristal, la communauté juive de Norden, qui comptait encore 230 membres en 1925, avait disparu. Les derniers juifs de Norden furent finalement arrêtés au mois d'avril 1940 et déportés à Sachsenhausen. La moitié des déportés furent exécutés.
Norden était à l'écart des combats. Seul l'embarcadère de Norddeich avait une importance stratégique, comme terminal vers les îles frisonnes de Juist et Norderney. Ces îles étaient couvertes de blockhaus et de batteries de DCA, en tant que tronçon du Mur de l'Atlantique. Quoique dépourvue de véritable importance militaire, la ville subit plusieurs bombardements au cours de la Deuxième guerre mondiale, mais les destructions restèrent relativement limitées. Après les bombardements du 6 septembre 1944, préludant à l'Opération Market Garden, elle recueillit des centaines de réfugiés d'Emden. Après des pourparlers houleux entre quelques citoyens et les représentants locaux du Parti, la Wehrmacht fut avisée de remettre la ville sans combats aux Britanniques le 4 mai 1945.

## Administration
Le conseil municipal se compose de 34 conseillers ainsi que le maire élu au suffrage direct. Depuis le 10 septembre 2006, ce conseil se compose de quatre partis et d'une association d'électeurs :
- Parti social-démocrate d'Allemagne - 13 sièges.
- ZoB - 11 sièges.
- Union chrétienne-démocrate d'Allemagne - 5 sièges.
- Alliance 90 / Les Verts - 3 sièges.
- Parti libéral-démocrate (Allemagne) - 2 sièges.

## Jumelages
- Bradford-on-Avon (Royaume-Uni) depuis 1969
- Pasewalk (Allemagne) depuis 1990

## Monuments
La ville de Norden possède un centre ville pittoresque avec une grande place du marché (Marktplatz). Cette place, d’une superficie de plus de 7 hectares, est boisée et certains arbres sont âgés de plus de 250 ans. Au milieu de la Marktplatz se trouve la Ludgerikirche (église saint Ludgeri). Cette église, du XIIIe siècle, possède comme beaucoup d'églises de Frise orientale un clocher séparé de la nef de l'église. De plus, cette église possède le deuxième plus grand orgue baroque d'Arp Schnitger qui soit encore conservé.
Au sud de la Marktplatz se trouve un inhabituel ensemble de bâtiments : les Dree Süsters (en allemand drei Schwestern, en français les trois sœurs). Il s'agit de trois maisons avec des façades très similaires de style Backstein-Renaissance. À proximité se situe l'église mennonite qui possède des peintures remarquables.
À l'intérieur de l'ancienne mairie (alte Rathaus), située à l'ouest de la Marktplatz, se trouve le siège administratif de la coopérative du thé (Theelachtskammer), la plus ancienne association coopérative d'Europe. L'ancienne mairie abrite également un musée de pays (Heimatsmuseum). À proximité se situe le musée du thé qui évoque l'histoire et la signification de la boisson nationale de la Frise orientale.
À l'est de la Marktplatz se situe la Vossenhuus (en allemand Fuchshaus, en français maison vulpine) et l'ancien relai des postes.
Comme beaucoup de villes allemandes, Norden possède un monument en honneur à Bismarck.
Dans l’Osterstraße (rue pascale) se situe un bâtiment renaissance richement décoré, la Schöningh'sche Haus.
Une station de soin, d'élevage et de recherche sur les phoques est implantée à Norden-Norddeich.

## Personnalités
- Hermann Conring (1606-1681), né à Norden, médecin et homme politique allemand.
- Falk Grieffenhagen (1969-), membre de Kraftwerk, né à Norden
- Otto Ites (1918-1982), officier de marine allemand, est né et mort à Norden.